# محرك رد فعلي
محرك رد الفعل أو المحرك التفاعلي هو محرك يولد دفع عبر نفث كتلة التفاعلات وفقا لقانون نيوتن الثالث الذي ينص على أن لكل فعل رد فعل مساو له في المقدار ومضاد له في الاتجاه.
من أمثلتها المحرك النفاث، المحرك الصاروخي، محرك الدفع الأيوني والمحرك النبضي النووي.

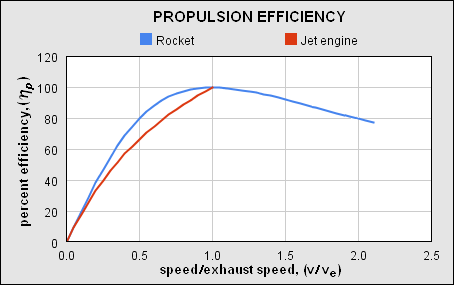
تتغير كفاءة الطاقة للمحرك التفاعلي بسبب الطاقة المبددة في الخرج وذلك نسبة إلى سرعة العربة. اللون الأزرق للمحركات شبه الصاروخية، الأحمر للمحركات الهوائية

## كفاءة الدورة
كل المحركات تفقد بعض الطاقة في صورة حرارة غالبا. تتراوح كفاءة المحركات الصاروخية عادة بين 60 و70%.

## أنواع المحركات التفاعلية
- نوع صاروخ
  - محرك صاروخي
  - دفع كهربائي
- نوع هوائي
  - محرك نفاث
  - محرك عنفي
  - محرك نفاث نبضي
  - محرك نفاث تضاغطي
  - محرك نفاث فرطي